# Iveco Eurorider
L'Iveco 391 EuroRider est un châssis pour autobus urbain et autocar de ligne et GT, destiné aux carrossiers spécialisés. Il est fabriqué par le constructeur italien IVECO Bus en Italie mais également en Argentine, au Brésil, en Afrique du Sud et en Australie depuis 2001.
Il est décliné en deux versions :
- 4x2 pour des véhicules urbaines, de ligne et GT d'une longueur comprise entre 10 et 13 mètres,
- 6x2, version longue à 3 essieux pour les autocars de ligne à grandes distances et GT d'une longueur allant jusqu'à 14,5 mètres.

## Histoire des châssis autobus Fiat
Depuis la création de F.I.A.T. en 1899, chaque véhicule de transport s'accompagne d'un châssis destiné aux carrossiers extérieurs, comme la coutume de l'époque l'exigeait. Les constructeurs automobiles ne fabriquaient que les bases sur lesquelles les carrossiers spécialisés montaient leur propre carrosserie, réalisée selon les exigences du client, souvent très fortuné.
Lors du lancement de son premier véhicule industriel (camion) en 1903, le 24 HP, Fiat a fourni le châssis pour l'utiliser en autobus. Fiat fabriquera son premier autobus complet en 1925, le Fiat 603 S.
Depuis lors, que la marque soit Fiat puis Iveco en 1975, le constructeur italien a toujours produit des châssis pour autobus et autocars identiques à ceux qu'il utilise pour ses propres fabrications dans tous les pays du monde.
Les châssis 391 EuroRider n'échappent pas à cette règle et sont fabriqués indifféremment en Italie, en Espagne, en Argentine, au Brésil, en Afrique du sud ou en Australie. Toutes les versions ne sont pas forcément fabriquées dans toutes les usines Iveco Busde ces pays, cela peut varier en fonction de la demande des clients locaux.

## Iveco 391 EuroRider 4x2

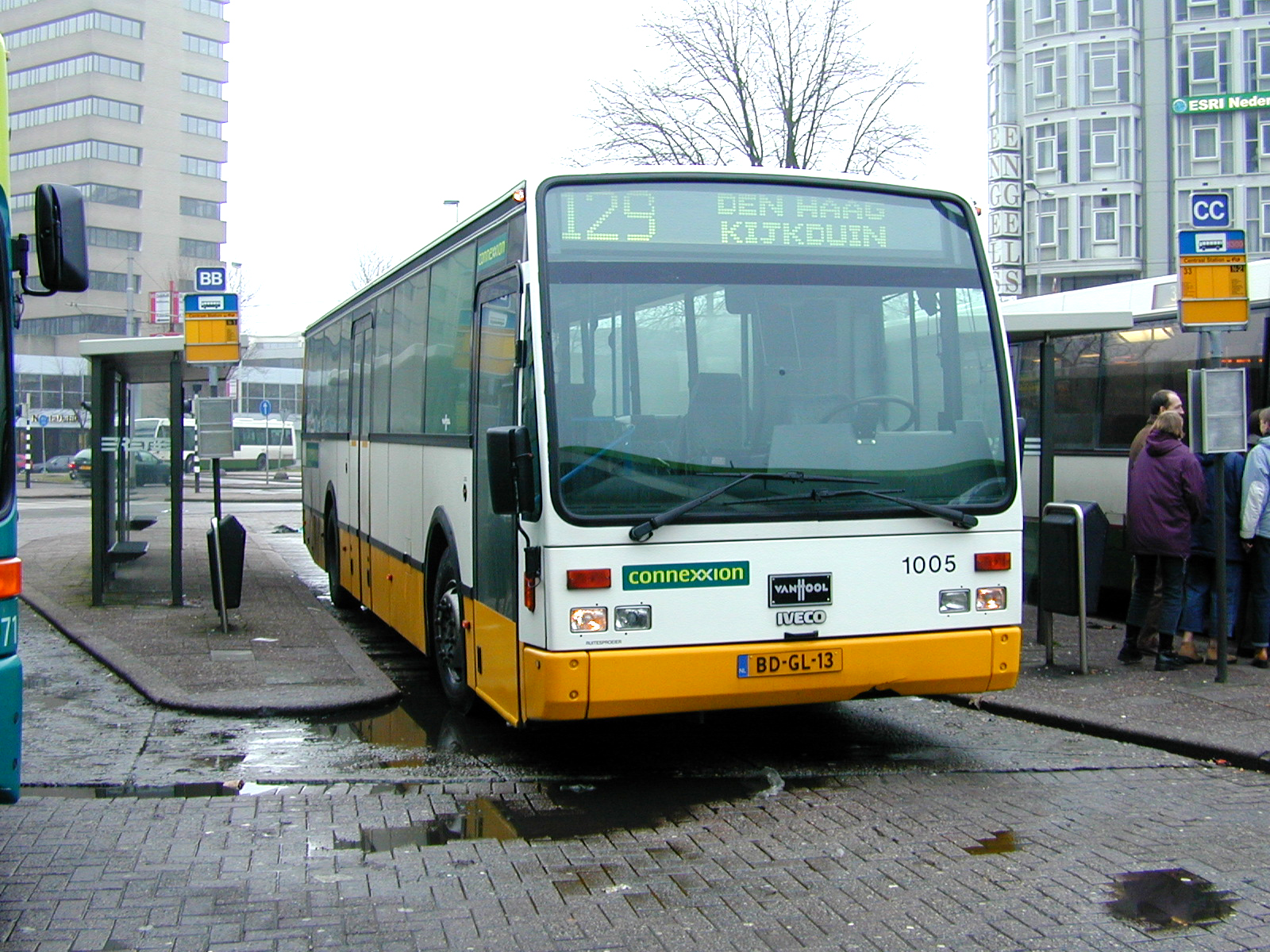
Van Hool Linea sur Iveco Eurorider 391.E.12.29A à Rotterdam Central station

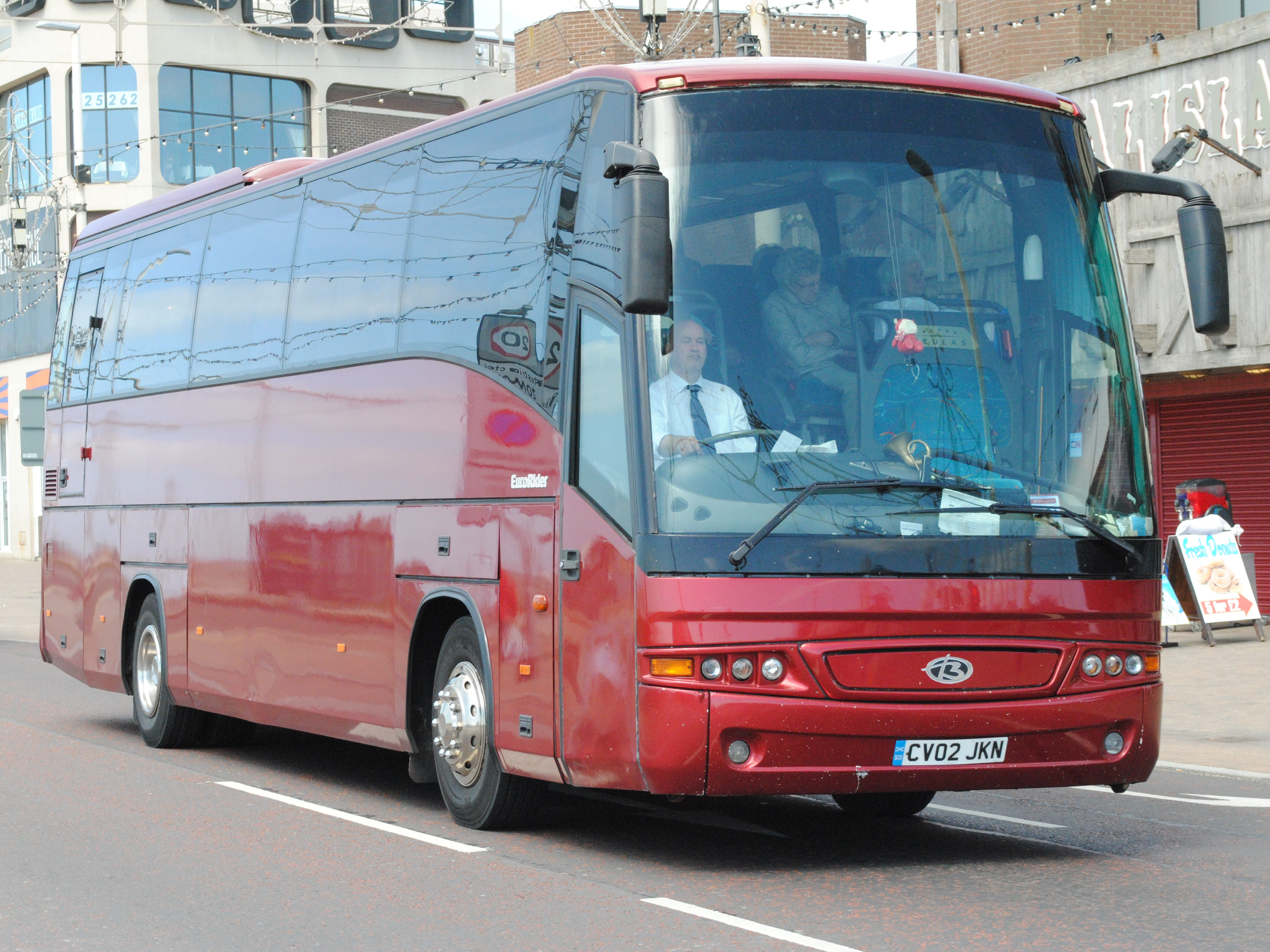
Iveco 391 EuroRider carrosserie Beulas à Liverpool

## Iveco 391 EuroRider 6x2

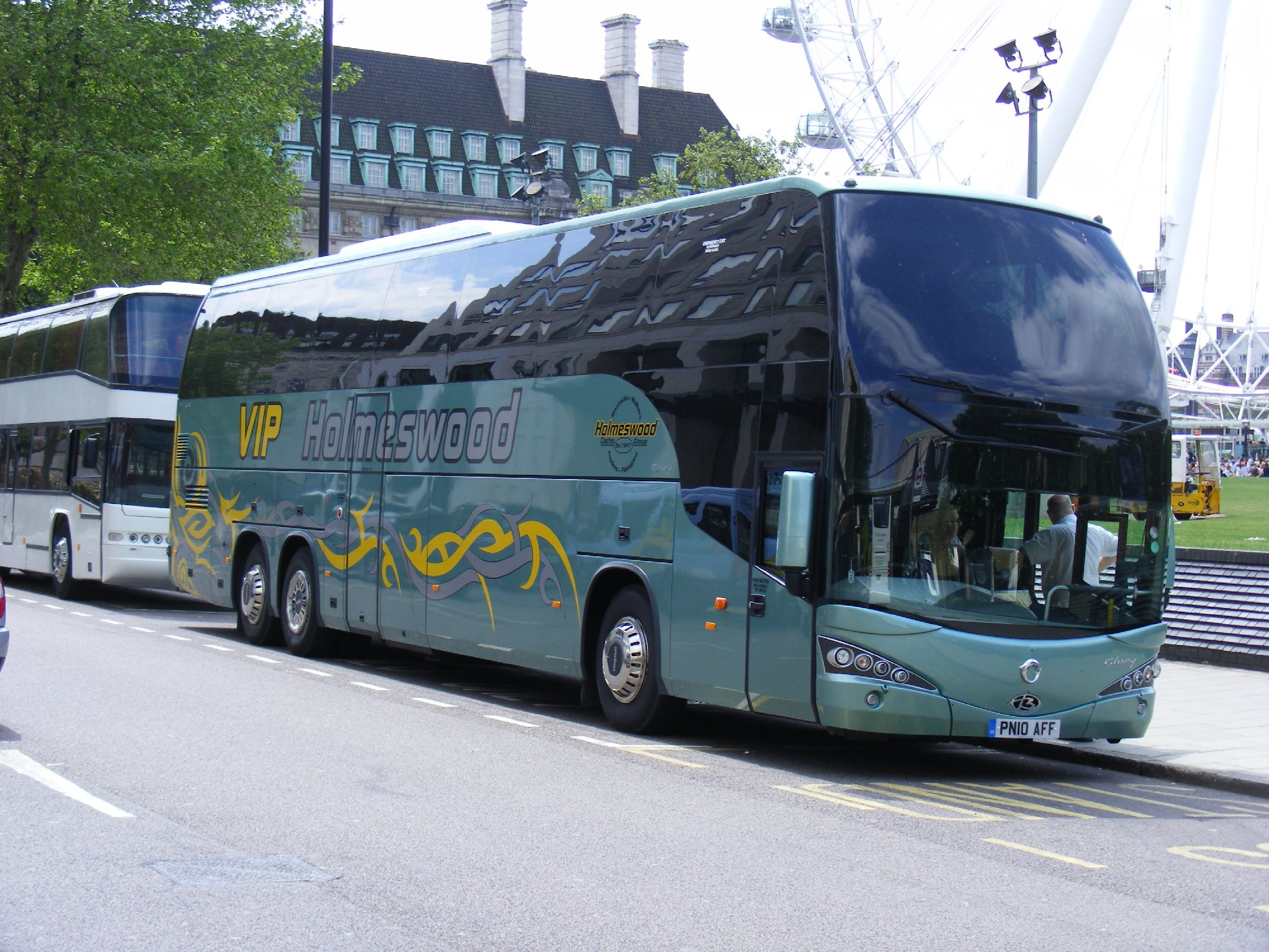
Irisbus 391 EuroRider Beulas